# Kettering Bug

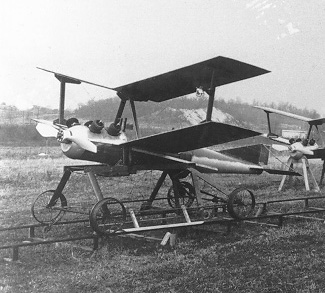
Kettering Bug

Der Kettering Bug war ein von 1917 bis 1920 in den USA von Charles Kettering entwickelter und erprobter unbemannter Flugkörper, der heute unter den Begriff Marschflugkörper fallen würde.

## Konstruktion
Der Rumpf und die Tragflächen des als Doppeldecker ausgelegten Fluggerätes bestanden aus verleimtem Holz, das mit Stoff und Papier bespannt war. Als Antrieb diente ein 37 PS starker Motor mit einem Propeller. Die Steuerung erfolgte durch einen einfachen Kreiselkompass. Die Reichweite konnte durch ein Zählwerk begrenzt werden, das den Motor nach der errechneten Umdrehungszahl für die geplante Wegstrecke abstellte und die Tragflächenbefestigung löste. Die Tragflächen fielen ab und der Flugzeugrumpf stürzte auf einer ballistischen Bahn in das Ziel.
Die Nutzlast konnte etwa 100 Kilometer weit befördert werden und bestand aus ungefähr 80 Kilogramm Sprengstoff, der beim Aufschlag gezündet wurde.
Gestartet wurde er von einem vierrädrigen Dolly, der auf Schienen fuhr.

## Geschichte
Die Entwicklung begann 1917. Nach einem misslungenen Startversuch am 2. Oktober 1918 fand am 4. Oktober der Erstflug statt. Er dauerte 45 Minuten, in denen der Prototyp aber große Kreise zog, anstatt geradeaus zu fliegen. Trotz des Misserfolgs wurden 75 Bugs bestellt, von denen aber nur weniger als 50 gebaut wurden. Während des Ersten Weltkriegs erlangte der Kettering Bug keine Serienreife. Das Projekt wurde daher aufgegeben, da kein Bedarf mehr an dieser Waffe bestand, zumal sie aufgrund der verwendeten Technik nicht zuverlässig war.
Im National Museum of the United States Air Force ist seit 1964 ein Nachbau des Bug ausgestellt.

## Technische Daten
| Kenngröße           | Daten                                              |
| ------------------- | -------------------------------------------------- |
| Länge               | 3,80 m                                             |
| Spannweite          | 4,60 m                                             |
| Gewicht             | 240 kg                                             |
| Geschwindigkeit     | 185 km/h                                           |
| Dienstgipfelhöhe    | 3650 m                                             |
| Reichweite          | >100 km                                            |
| Antrieb             | Wills/DePalma 4-Zylinder Kolbenmotor (27 kW/37 PS) |
| Gefechtskopfgewicht | 80 kg                                              |